# Würth 400
De Würth 400 is een race uit de NASCAR Cup Series. De race wordt gehouden op de Dover International Speedway in het voorjaar over een afstand van 400 mijl of 643 km. De eerste editie werd gehouden in 1969 en gewonnen door Richard Petty. In het najaar wordt op hetzelfde circuit de AAA 400 gehouden.

## Namen van de race
- Mason-Dixon 300 (1969 - 1970)
- Mason-Dixon 500 (1971 - 1983)
- Budweiser 500 (1984 - 1994)
- Miller Genuine Draft 500 (1995)
- Miller 500 (1996 - 1997)
- MBNA Platinum 400 (1998 - 2002)
- MBNA Armed Forces Family 400 (2003)
- MBNA America 400 (2004)
- MBNA RacePoints 400 (2005)
- Neighborhood Excellence 400 (2006)
- Autism Speaks 400 (2007 - 2010)
- FedEx 400 (2011 - )

## Winnaars
| Jaar                         | Winnaar          | Auto            |
| Mason-Dixon 300              | Mason-Dixon 300  | Mason-Dixon 300 |
| ---------------------------- | ---------------- | --------------- |
| 1969                         | Richard Petty    | Ford            |
| 1970                         | Richard Petty    | Plymouth        |
| Mason-Dixon 500              |                  |                 |
| 1971                         | Bobby Allison    | Mercury         |
| 1972                         | Bobby Allison    | Chevrolet       |
| 1973                         | David Pearson    | Mercury         |
| 1974                         | Cale Yarborough  | Chevrolet       |
| 1975                         | David Pearson    | Mercury         |
| 1976                         | Benny Parsons    | Chevrolet       |
| 1977                         | Cale Yarborough  | Chevrolet       |
| 1978                         | David Pearson    | Mercury         |
| 1979                         | Neil Bonnett     | Mercury         |
| 1980                         | Bobby Allison    | Ford            |
| 1981                         | Jody Ridley      | Ford            |
| 1982                         | Bobby Allison    | Chevrolet       |
| 1983                         | Bobby Allison    | Buick           |
| Budweiser 500                |                  |                 |
| 1984                         | Richard Petty    | Pontiac         |
| 1985                         | Bill Elliott     | Ford            |
| 1986                         | Geoffrey Bodine  | Chevrolet       |
| 1987                         | Davey Allison    | Ford            |
| 1988                         | Bill Elliott     | Ford            |
| 1989                         | Dale Earnhardt   | Chevrolet       |
| 1990                         | Derrike Cope     | Chevrolet       |
| 1991                         | Ken Schrader     | Chevrolet       |
| 1992                         | Harry Gant       | Oldsmobile      |
| 1993                         | Dale Earnhardt   | Chevrolet       |
| 1994                         | Rusty Wallace    | Ford            |
| Miller Genuine Draft 500     |                  |                 |
| 1995                         | Kyle Petty       | Pontiac         |
| Miller 500                   |                  |                 |
| 1996                         | Jeff Gordon      | Chevrolet       |
| 1997                         | Ricky Rudd       | Ford            |
| MBNA Platinum 400            |                  |                 |
| 1998                         | Dale Jarrett     | Ford            |
| 1999                         | Bobby Labonte    | Pontiac         |
| 2000                         | Tony Stewart     | Pontiac         |
| 2001                         | Jeff Gordon      | Chevrolet       |
| 2002                         | Jimmie Johnson   | Chevrolet       |
| MBNA Armed Forces Family 400 |                  |                 |
| 2003                         | Ryan Newman      | Dodge           |
| MBNA America 400             |                  |                 |
| 2004                         | Mark Martin      | Ford            |
| MBNA RacePoints 400          |                  |                 |
| 2005                         | Greg Biffle      | Ford            |
| Neighborhood Excellence 400  |                  |                 |
| 2006                         | Matt Kenseth     | Ford            |
| Autism Speaks 400            |                  |                 |
| 2007                         | Martin Truex jr. | Chevrolet       |
| 2008                         | Kyle Busch       | Toyota          |
| 2009                         | Jimmie Johnson   | Chevrolet       |
| 2010                         | Kyle Busch       | Toyota          |
| FedEx 400                    |                  |                 |
| 2011                         | Matt Kenseth     | Ford            |
| 2012                         | Jimmie Johnson   | Chevrolet       |
| 2013                         | Tony Stewart     | Chevrolet       |

Huidige races:
Can-Am Duel ·
Daytona 500 ·
Subway Fresh Fit 500 ·
Kobalt Tools 400 ·
Food City 500 ·
Auto Club 400 ·
STP Gas Booster 500 ·
NRA 500 ·
Aaron's 499 ·
Toyota Owners 400 ·
Bojangles' Southern 500 ·
FedEx 400 ·
Coca-Cola 600 ·
STP 400 ·
Pocono 400 ·
Quicken Loans 400 ·
Toyota/Save Mart 350 ·
Coke Zero 400 ·
Quaker State 400 ·
Camping World RV Sales 301 ·
Brickyard 400 ·
Gobowling.com 400 ·
Cheez-It 355 at The Glen ·
Pure Michigan 400 ·
Irwin Tools Night Race ·
AdvoCare 500 (Atlanta Motor Speedway) ·
Federated Auto Parts 400 ·
Geico 400 ·
Sylvania 300 ·
AAA 400 ·
Hollywood Casino 400 ·
Bank of America 500 ·
Camping World RV Sales 500 ·
Goody's Headache Relief Shot 500 ·
AAA Texas 500 ·
AdvoCare 500 (Phoenix International Raceway) ·
Ford EcoBoost 400

Voormalige races:

Buddy Shuman 276 ·
Budweiser 400 ·
Budweiser NASCAR 400 ·
Columbia 200 ·
Coors 420 ·
First Union 400 ·
Greenville 200 ·
Hickory 276 ·
Kobalt Tools 500 (Atlanta Motor Speedway) ·
Los Angeles Times 500 ·
Mountain Dew Southern 500 ·
Northern 300 ·
Pepsi 420 ·
Pepsi Max 400 ·
Pickens 200 ·
Pop Secret Microwave Popcorn 400 ·
Sandlapper 200 ·
Subway 400 ·
Tyson Holly Farms 400 ·
Winston Western 500